# Cryptocanthon urguensis
Cryptocanthon urguensis är en skalbaggsart som beskrevs av Cook 2002. Cryptocanthon urguensis ingår i släktet Cryptocanthon och familjen bladhorningar. Inga underarter finns listade i Catalogue of Life.